# (36791) 2000 SQ22
2000 SQ22 (asteroide 36791) é um asteroide da cintura principal. Possui uma excentricidade de 0.03518880 e uma inclinação de 7.54127º.
Este asteroide foi descoberto no dia 20 de setembro de 2000 por NEAT em Haleakala.